# Йозеф Затлер
Йозеф Каспар Затлер (нім. Joseph Kaspar Sattler; 20 липня 1867, Шробенхаузен — 12 травня 1931, Мюнхен) — німецький художник, ілюстратор літератури і майстер екслібриса. Працював у стилі модерн.

## Життєпис
Вивчав живопис і малюнок спершу під керівництвом батька в баварському Ландсхуті, а згодом у Мюнхенській академії мистецтв. Після закінчення навчання залишається в Мюнхені як вільний художник.
Популярність Затлеру принесли передусім його ілюстрації для журналу «Пан» і екслібриси, виконані в стилі модерн (нім. Jugendstil). Виконував численні замовлення Імперської друкарні (Reichsdruckerei). Малював плакати, займався ілюструванням художньої літератури. Працював у Страсбурзі, в місцевій Школі декоративного мистецтва (école des Arts Décoratifs de Strasbourg), і в Берліні. Був учасником страсбурзької групи ельзаських художників «Санкт-Леонард», створеної після входження Ельзасу до складу Німецької імперії в 1871 році.
Автор художнього шрифту «Нібелунг» ('Nibelungenschrift'), використаного художником в його монументальній праці «Нібелунги», яка була виставлена від Німеччини на Всесвітній виставці 1900 року в Парижі. Всього було надруковано 200 примірників цього мистецького видання.
У 1917 році Затлер стає професором мистецтв Страсбурзького університету. Був одним з основоположників стилю модерн у Німеччині.
Серед головних його робіт слід назвати «Сучасний танець Смерті в 16 аркушах» (Ein moderner Totentanz in 16 Bildern), 1912; а також — «Історію рейнської міської культури від її виникнення і до наших днів з окремим оглядом міста Вормс» (Geschichte der rheinischen Städtekultur von den Anfängen bis zur Gegenwart mit besonderer Berücksichtigung von Worms), видання Г. Бооза з ілюстраціями Й. Затлера, 1897 (в 4-х томах).

## Галерея

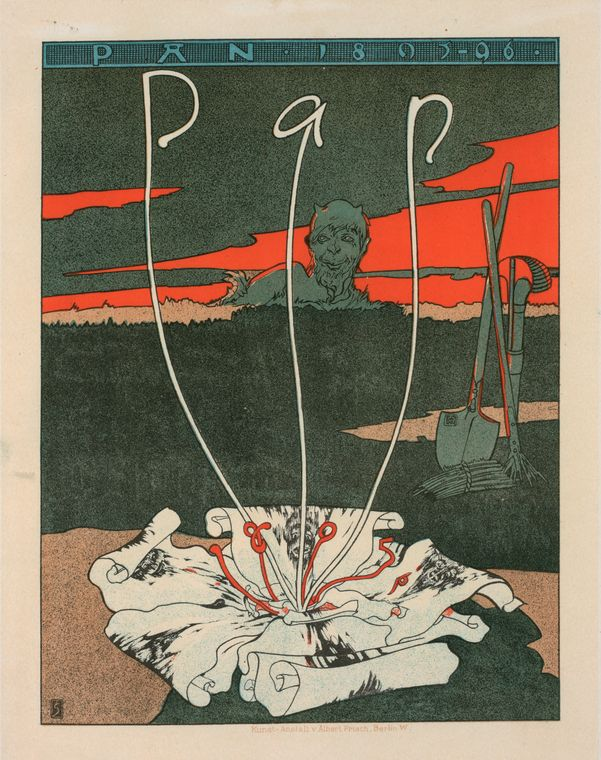
Плакат для журналу «Пан»
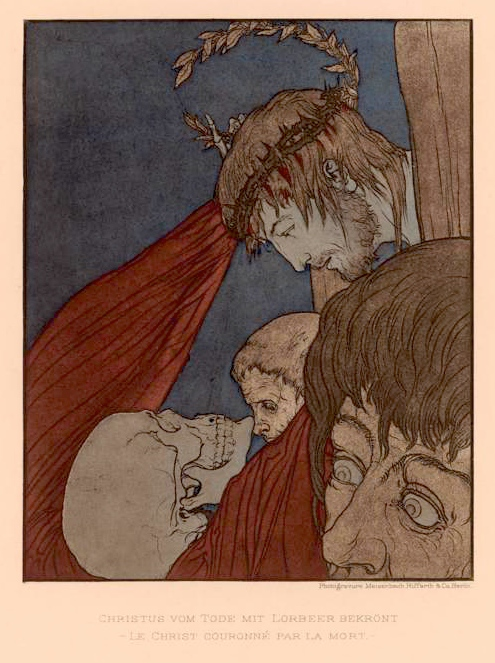
«Сучасний танець смерті» (1912)
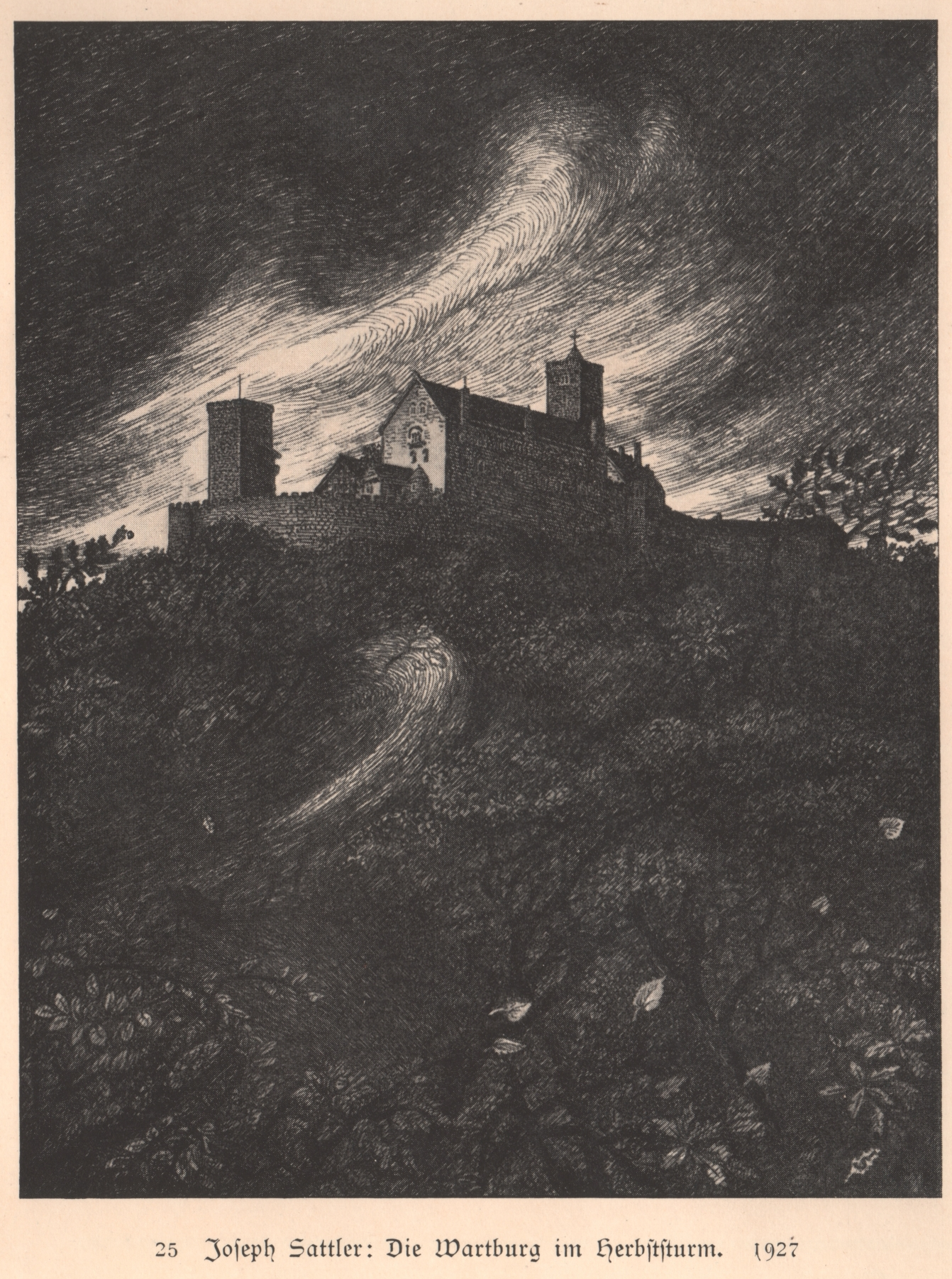
«Вартбург в осінню бурю» (1927)
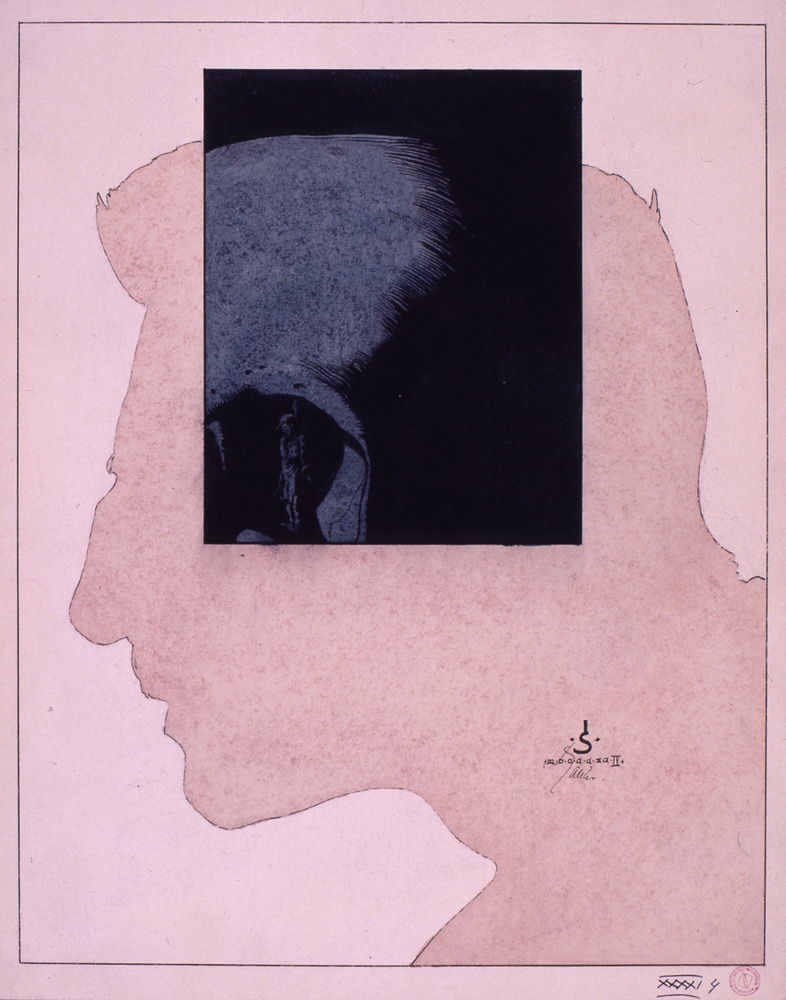
Автопортрет (Песиміст) (1894)
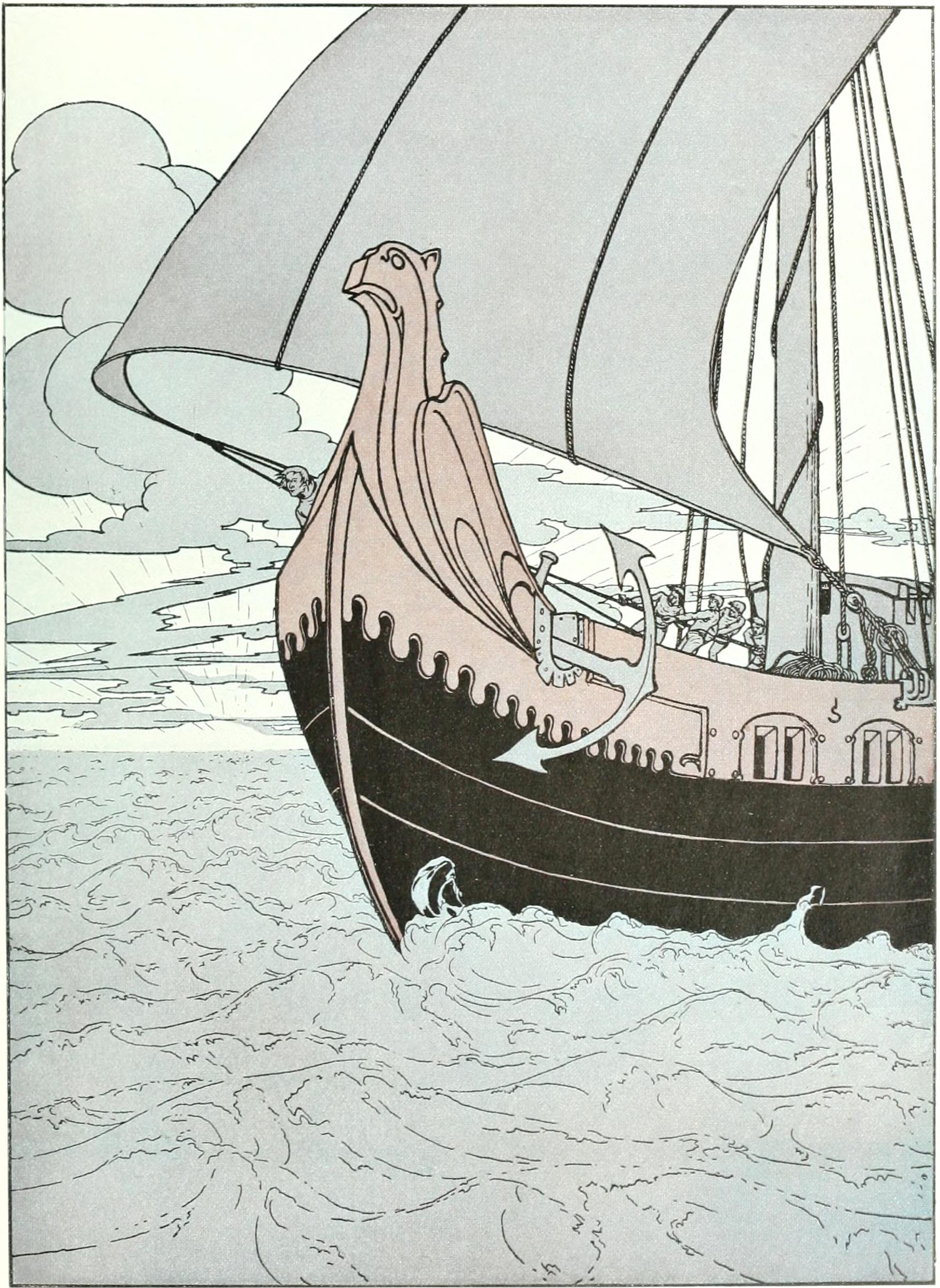
«Корабель Нібелунгів»
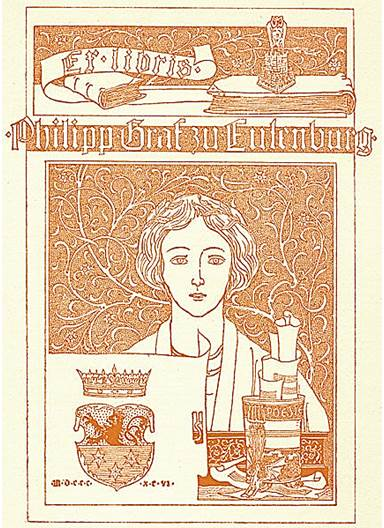
Екслібрис князя Філіпа цу Ойленбург